# Chemiczna analiza jakościowa związków organicznych
Chemiczna analiza jakościowa związków organicznych – rodzaj analizy jakościowej mający na celu ustalenie rodzaju i struktury badanego organicznego związku chemicznego. Różne metody analizy pozwalają na osiągnięcie różnych rezultatów i wniosków dotyczących przede wszystkim:
- składu pierwiastkowego badanej próbki
- obecności określonych grup funkcyjnych i charakterystycznych struktur (np. pierścień aromatyczny)
- struktury szkieletu cząsteczki

Stosuje się kilka rodzajów analizy związków organicznych:
- analiza klasyczna
- metody spektroskopowe (m.in. NMR, IR, UV, spektrometria mas (MS))
- metody chromatograficzne
- analiza instrumentalna